# REAL NBA
REAL NBAは、NBAが制作するバスケットボール情報番組。

## 番組内容
毎週1週間のハイライトに加え、舞台裏や選手のインタビュー、さらにオフショットなども特集して放送。
世界各国へ向けても放送されている。
日本ではBS-TBSで2010年3月4日より放送開始。米国から6日遅れの水曜深夜放送。ナレーターは假野剛彦。